# شهرستان ویلکینسون (میسیسیپی)
|  |  |  |
|  |  |  |

شهرستان ویلکینسون در منتهی‌الیه جنوب‌غربی ایالت میسیسیپی، واقع در ایالات متحده آمریکا می‌باشد. جمعیت این شهرستان ۹٬۸۷۸ نفر (سال ۲۰۱۰) و وسعت آن ۱٬۷۸۲ کیلومتر مربع است. مرکز این شهرستان شهر وودویل می‌باشد.